# Junco phaeonotus
Junco phaeonotus е вид птица от семейство Овесаркови (Emberizidae).

## Разпространение
Видът е разпространен в Гватемала, Мексико и САЩ.